# Follerie
Follerie är ett vattendrag i Belgien.   Det ligger i provinsen Luxemburg och regionen Vallonien, i den sydöstra delen av landet, 110 km sydost om huvudstaden Bryssel.
Omgivningarna runt Follerie är en mosaik av jordbruksmark och naturlig växtlighet. Runt Follerie är det ganska glesbefolkat, med 35 invånare per kvadratkilometer.